# BELIEVE MYSELF
『BELIEVE MYSELF』（ビリーブ・マイセルフ）は、亜咲花の10枚目のシングル。2021年11月10日にMAGES.から発売された。

## 概要
- 表題曲「BELIEVE MYSELF」は、亜咲花の地元・名古屋を中心とした東海地区が舞台となっているオリジナルテレビアニメ作品『シキザクラ』のオープニングテーマになっており、作詞は亜咲花が担当している。亜咲花は作詞をするにあたり、アニメの制作現場へ見学に行き、アニメ・スタッフやイラストレーター、プロデューサーから直接作品内容についての話を聞き、さらにはアニメの脚本、キャラ設定やビジュアル資料等の全てに目を通し、作品のイメージ像を把握した上で、4～5日かけて制作した。なお、亜咲花が作詞を担当した楽曲がアニメ主題歌になるのは今回が初となる[2][3]。
- パッケージ版は、CD+DVD+フォトブックの『DVD付盤』（USSW-0329）、CDのみの『アニメ盤』（USSW-0330）の2形態で発売。両形態共通の初回特典として『亜咲花オリジナル生写真』全5種類のうちランダムで1枚封入。また『DVD付盤』限定初回特典として、ディスク盤面に本人のサインが書かれた『亜咲花直筆サイン入りCD』がランダム封入されている[3]。

## 収録内容

### CD
1. BELIEVE MYSELF  (3:33)
作詞：亜咲花　作曲：夢見クジラ　編曲：大沢圭一
TVアニメ『シキザクラ』オープニングテーマ
2020年4月に行ったポリープ摘出手術前にレコーディングが行われており、施術前の声帯で歌った最後のレコーディング楽曲[4][3]。
2. RED ECLIPSE  (4:33)
作詞：亜咲花　作曲：真下正樹　編曲：大沢圭一
コロナ禍以降、ライブで観客が声を出せない状況となってしまったことから、『声を出せなくても熱くなれる曲』を作ろうと思い立ち制作されたミドルテンポでヘヴィなロックナンバー。歌詞は「消えたいぐらい嫌な出来事に苛まれている人」を想定して書かれた[3]。
3. Bravery Song (4:55)
作詞：亜咲花　作曲：坂本由佳　編曲： 坂本由佳、坂本昌也
2021年7月に行われたアコースティック・ライブが切っ掛けとなり出来た楽曲[3]。
4. BELIEVE MYSELF (off vocal) (3:33)
5. RED ECLIPSE (off vocal) (4:33)
6. Bravery Song (off vocal) (4:55)

### DVD
1. BELIEVE MYSELF (Lyric Video)
2. PHOTO BOOK Making Movie